# Hissing Fauna, Are You the Destroyer?
Albums de of Montreal
The Sunlandic Twins
(2005) Skeletal Lamping
(2008)
Hissing Fauna, Are You the Destroyer? est le huitième album studio du groupe athénien of Montreal.

## Liste des titres
Toutes les pistes ont été écrites et composées par Kevin Barnes.
1. Suffer for Fashion – 2:59
2. Sink the Seine – 1:04
3. Cato as a Pun – 3:02
4. Heimdalsgate Like a Promethean Curse – 3:18
5. Gronlandic Edit – 3:24
6. A Sentence of Sorts in Kongsvinger – 4:54
7. The Past Is a Grotesque Animal – 11:52
8. Bunny Ain't No Kind of Rider – 3:51
9. Faberge Falls for Shuggie – 4:31
10. Labyrinthian Pomp – 3:21
11. She's a Rejecter – 4:02
12. We Were Born the Mutants Again with Leafling – 4:57